# Berend Schoep
Berendinus Johannes Frederik (Berend) Schoep (Rotterdam, 8 mei 1928 -  Ede, 7 december 2007) was een Nederlandse predikant, eerst in de Gereformeerde Kerken vrijgemaakt, later in de Gereformeerde Kerken in Nederland.

## Levensloop
Meegegaan met de Vrijmaking van 1944, de kerkscheuring waaruit de Gereformeerde Kerken vrijgemaakt waren ontstaan, studeerde hij theologie aan de gereformeerd-vrijgemaakte Theologische Hogeschool in Kampen. Zijn eerste standplaats als predikant was Nieuwer-Amstel, waar hij in 1957 aantrad.
In de jaren zestig kwam er in de Gereformeerde Kerken vrijgemaakt een discussie op gang hoe de Vrijmaking uit 1944 diende te worden gezien. Schoep had daar een eigen kijk op en sprak daar geregeld met andere kerkleden die soortgelijke opvattingen huldigden, over. Dit resulteerde uiteindelijk in de opstelling van een Open Brief, geschreven door Schoep en medeondertekend door 25 gelijkgestemden. Deze Open Brief werd op 31 oktober 1966 (Hervormingsdag) naar buiten gebracht. In deze Open Brief stond onder andere dat de Vrijmaking geen werk van God zou zijn geweest en dat de Gereformeerde Kerken vrijgemaakt een meer open houding naar andere kerken moesten innemen.
De Open Brief viel bij diverse kerkleden niet in goede aarde, zo leverde de theoloog Cornelis Trimp scherpe kritiek. Het gevolg was dat Schoep niet werd geaccepteerd als afgevaardigde op de generale synode van 1967 en bijna honderd plaatselijke kerken zich (gedeeltelijk) van de Gereformeerde Kerken vrijgemaakt afwendden. Dit leidde in datzelfde jaar nog tot de oprichting van een apart kerkgenootschap, de Nederlands Gereformeerde Kerken.
Na enige tijd in dubio te hebben gestaan hoe nu verder te gaan, besloot Schoep over te stappen naar de Gereformeerde Kerken in Nederland en niet mee te gaan met de afgescheiden Nederlands Gereformeerde Kerken. In 1969 werd hij voor zijn nieuwe kerk predikant in Bodegraven, verruilde deze plaats in 1973 voor Groningen-Zuid en kwam in 1980 in Gouda terecht, tevens zijn laatste standplaats. In 1991 ging hij met emeritaat.
Schoep werd een aantal malen afgevaardigd naar de generale synode van de Gereformeerde Kerken in Nederland en zat in de jaren tachtig in het moderamen van de synode. Voorts was hij een tijdlang voorzitter van het deputaat dat zich bezighield met de contacten met de levensbeschouwelijk verwante Vrije Universiteit Amsterdam.
In de Gereformeerde Kerken in Nederland kreeg hij te maken met voorstanders van een vrijzinniger kijk op de Bijbel. Met het bestaan hiervan was Schoep reeds tijdens zijn gereformeerd-vrijgemaakte periode bekend geraakt, onder meer doordat hij tijdens zijn predikantschap in Nieuwer-Amstel wat verder had gestudeerd aan de Vrije Universiteit in Amsterdam. Hij had geen problemen met deze afwijkende geloofsopvattingen maar omhelsde ze niet. Want alhoewel hij enige mate de kant opging van (deels) vrijzinnig-gereformeerde hoogleraren als Gerrit Cornelis Berkouwer en Harry Kuitert, bleef hij er een rechtzinnig geloof op nahouden en verklaarde dat hij "...geen aanhanger van moderne verzoeningsopvattingen (was geworden) en dat ben ik nog steeds niet. De dood en opstanding van Christus als verzoening van onze zonden was en is wezenlijk voor mijn geloof."
Bij de herdenking in 2006 van de uitbrenging van de Open Brief veertig jaar geleden, gaf hij aan dat hij in eerste instantie zeer positief tegen het gereformeerd-vrijgemaakte gedachtegoed had gestaan, in de zin van de "ware oecumene", waarin men zich niet door een synode van alles laat opleggen maar zich slechts laat leiden door de Bijbel en de belijdenisgeschriften. Het belang van laatstgenoemden relativeerde hij wel door ze als voortbrengselen van hun eigen tijd te bestempelen. Zijn tegenstrever van weleer, Cornelis Trimp, vond dat Schoep destijds zijn steven had gewend richting de Vrije Universiteit en de vrijzinnige richting die deze destijds gereformeerde universiteit zou zijn ingeslagen.
Het jaar daarop, na korte tijd ziek te zijn geweest, overleed Berend Schoep op 79-jarige leeftijd. Hij werd begraven op de algemene begraafplaats De Munnikenhof in Veenendaal.

## Onderscheiding
Hij was Officier in de Orde van Oranje-Nassau.